# ジョーダン・ルール
ジョーダン・ルール（Jordan Rules）とは、バスケットボールにおけるディフェンス戦術の一つで、NBAでデトロイト・ピストンズによって、マイケル・ジョーダンのオフェンス効率を抑えるために採られた戦術である。1988年、ピストンズのアイザイア・トーマスが考案し、ヘッドコーチ、チャック・デイリーによって構築された。その手法は、ジョーダンに対し厳しく身体的に挑み、バランスを崩させる（オフ・バランス）ようにディフェンスを変化させることが狙いである。ジョーダンにボールが回らないよう執拗にディフェンスし、ボールを保持した際には直ちにダブルチームを仕掛けオフェンスを放棄させるように仕向け、ゴールにカットされた場合は 厳しく進路を妨害するものであり、時としてファウルも厭わない激しいものであった。現在でも、得点能力の高いガード選手に対して採用される。

## 概要
ピストンズとシカゴ・ブルズは、1980年代後半に何度もプレーオフでNBAファイナル進出をかけて戦った。バッド・ボーイズと呼ばれたピストンズは、ビル・レインビア、アイザイア・トーマス、リック・マホーン、ジョー・デュマース、デニス・ロッドマンを擁する屈強なディフェンス集団だった。ジョーダンのオフェンス力は高く、インサイドに切り込んだジョーダンを数人がかりで、時にはファールで抑え込むなど精神的・肉体的にジョーダンを苦しめた。なおデュマースはファウルをする汚い選手ではなく紳士的な選手だった。ブルズはオフェンスでジョーダンだけに頼らないトライアングル・オフェンスを取り入れて1991年にカンファレンス決勝でピストンズに勝利し、その年にブルズはNBAファイナルで初優勝した。1992年から1998年までの間、この戦術はニューヨーク・ニックスでも採用された。
スポーツ・イラストレイテッド誌のインタビューで、ピストンズのヘッドコートのチャック・デイリーはジョーダン・ルールを以下のように定義している。
| 「 | マイケルがポイントガード位置にいる場合は、左へ向かうプレッシャーを掛け、それに続きダブルチームを仕掛ける。左ウィングに位置する場合は、直ちにトップに位置するディフェンダーがダブルチームを仕掛ける。右ウィングに位置する場合は、ダブルチームの仕掛けを遅らせる。彼はどちらのウィングからも、強力に攻撃ができ、—ホットドッグ売り場からでも攻撃ができる。—けれども、それを変えたい。ペイント内では、ビッグマンでダブルチームを仕掛ける。他の決まり事は、近くに来た時には常に、釘付けにし、オフ・スクリーンからも動きを妨げる事だ。我々は人々が思っているような汚いプレーを好んではいない。しかし、激しい身体的なコンタクトが必要となってしまう。 | 」 |